# Dykasteria ds. Kościołów Wschodnich
Dykasteria ds. Kościołów Wschodnich (Dicasterium pro Ecclesiis Orientalibus) – dykasteria Kurii Rzymskiej, która odpowiada za kontakt z katolickimi Kościołami Wschodnimi. Do jej zadań należy rozwiązywanie kwestii konfliktowych między nimi a Kurią oraz rozważanie kwestii problemowych (na przykład dotyczących hierarchii). Zakres kompetencji tej dykasterii obejmuje jedynie Kościoły wschodnie i nie ma ona wpływu na Kościół łaciński. W 2022 prefektem dykasterii został Claudio Gugerotti.

## Historia
Kongregacja ma swoje początki w 1862, kiedy papież Pius IX powołał w Kongregacji Rozkrzewiania Wiary wydział dla Obrządków Wschodnich (pro negotiis ritus orientalis). W skład tej kongregacji wchodzili początkowo wszyscy katoliccy patriarchowie oraz arcybiskupi Kościołów wschodnich.
1 maja 1917 powstała obecna kongregacja, zaś jej prawa i obowiązki zostały dokładnie uściślone. Prefektem kongregacji do 1967 pozostawał papież, który mianował sekretarza. W 2022, na mocy konstytucji apostolskiej Praedicate evangelium stała się, tak jak inne dotychczasowe kongregacje, dykasterią.

## Sekretarze do 1967 roku
- 1917–1922: Niccolò Marini
- 1922–1927: Giovanni Tacci Porcelli
- 1927–1936: Luigi Sincero
- 1936–1959: Eugène Tisserant
- 1959–1961: Amleto Giovanni Cicognani
- 1961–1962: Gabriel Acacius Coussa (początkowo w 1961 proprefekt)
- 1962–1967: Gustavo Testa

## Prefekci
- 1967–1968: Gustavo Testa
- 1968–1973: Maximilien de Fürstenberg
- 1973–1980: Paul-Pierre Philippe
- 1980–1985: Władysław Rubin
- 1985–1991: Duraisamy Simon Lourdusamy
- 1991–2000: Achille Silvestrini
- 2000–2007: Ignacy Mojżesz I Daoud
- 2007–2022: Leonardo Sandri
- od 2022: Claudio Gugerotti

## Obecny zarząd dykasterii
- Prefekt: kard. Claudio Gugerotti
- Sekretarz: abp Michel Jalakh
- Podsekretarz: bp Filippo Ciampanelli